# دون براون (لاعب كرة قدم أمريكية أمريكي)
دون براون (بالإنجليزية: Don Brown)‏ هو لاعب كرة قدم أمريكية أمريكي، ولد في 31 يوليو 1955 في سبنسر في الولايات المتحدة.